# 左右翼宗學
左右翼宗學是清朝的官办学堂，专门负责宗室子弟的教育，獨立於八旗官學、八旗覺羅學、世職官學之外，隸屬宗人府。

## 沿革
順治十年（1653年）設置宗學，滿洲八旗每旗一學，選滿洲生員為教師，教授滿文，入選宗學學生限定為10歲以上的未封爵位宗室子弟。
雍正二年（1724年）整併宗學，改為左右翼之制，左翼宗學設於簾子胡同、右翼宗學設於金魚胡同，每翼滿文、漢文學各一。宗室王公、將軍及閒散宗室子弟十八歲以下，入學分習滿、漢文、騎射，每學學生限額10人。每學以宗室王公一人管理其事務。兩翼宗學共置宗學總管4人、宗學副管16人，以宗室輩分較尊年齡較大者充任；清書教習4人，選罷職閒居旗人官員及進士、舉人、貢生、生員擅長翻譯者充任；騎射教習4人，選罷閒旗員及護軍校擅長騎射者充任；漢書教習4人，由禮部考取舉人、貢生充之。教習在任三年期滿，將分別等第敘用。
雍正十一年（1733年），兩翼宗學各以翰林官2人督率課程，按日講授經義、文法。
乾隆三年（1738年），每學增設稽察宗學京堂滿、漢各1人，即稽察左右翼宗學，稽查課程，每月考試經義、翻譯、射藝。稽察左右翼宗學出缺時，由吏部開列符合資格人員名單奏請欽點。
九年（1744年），規定每屆五年，兩翼宗學學生合併考試，皇帝簡派大臣主考，欽定名次，視為考中會試註冊。等到會試的年度，學習清文翻譯的宗學生，與八旗官學繙譯貢生共同引見，賜予繙譯進士出身，以宗人府額外主事任用；習漢文的宗學生，與全國貢士一同殿試，定進士甲第，以翰林院、部院屬官任用。
十年（1745年），經考試宗學生漢文、繙譯都沒有佳作，乾隆帝諭：「我朝崇尚本務，宗室子弟俱講究清文，精通騎射。誠恐學習漢文，流於漢人浮靡之習。世祖諭停習漢書，所以敦本實、黜浮華也。嗣後宗室子弟不能習漢文者，其各嫺習武藝，儲為國家有用之器。」
十一年（1746年），將學生名額定為左翼70人、右翼60人。
二十一年（1756年），裁撤漢教習九人，改為繙譯教習；增設騎射教習，每翼各一人。
嘉慶初年，統合兩翼學生名額，右翼也增為70人，並定每學滿教習3人、漢教習4人。
十三年（1808年），兩翼學生名額各增加至120人，為定制。宗學學生生活待遇與覺羅學相同。
光緒三十四年（1908年）裁撤宗學，改設八旗高等學堂、左右翼高等小學校、左右翼初級小學堂。